# Thamir Stadium
Thamir Stadium – wielofunkcyjny stadion w mieście As-Salimijja, w Kuwejcie. Został otwarty w 2004 roku. Może pomieścić 16 015 widzów. Swoje spotkania na stadionie rozgrywają piłkarze klubu Al Salmiya.